# Новая Павловка (Харьковская область)
Новая Павловка (укр. Нова Павлівка), село, 
Шевелевский сельский совет,
Балаклейский район,
Харьковская область.
Село ликвидировано в ? году.

## Географическое положение
Село Новая Павловка находится у истоков реки Лозовенька.
Примыкает к селу Шопенка.

## История
- ? — село ликвидировано.